# Modalitet (interakcija čovek-računar)
U kontekstu interakcije čovek-računar, modalitet je klasifikacija jednog nezavisnog kanala ulaza/izlaza između računara i čoveka. Takvi kanali se mogu razlikovati na osnovu senzorne prirode (npr. vizuelni naspram oditornih), ili drugih značajnih razlika u obradi (npr. tekst naspram slike). Sistem se označava unimodalnim ako ima implementiran samo jedan modalitet, a multimodalnim ako ima više od jednog. Kada je dostupno više modaliteta za neke zadatke ili aspekte zadatka, kaže se da sistem ima modalitete koji se preklapaju. Ako je za zadatak dostupno više modaliteta, kaže se da sistem ima redundantne modalitete. Više modaliteta se može koristiti u kombinaciji da bi se obezbedile komplementarne metode koje mogu biti izlišne, ali efikasnije prenose informacije. Modaliteti se generalno mogu definisati u dva oblika: modaliteti računar-čovek i čovek-računar.